# صراصير الصحراء
صراصير الصحراء أو فصيلة بوليفاجيدي (الاسم العلمي: Corydiidae) وتعرف سابقًا باسم Polyphagidae، فصيلة حشرات من الصرصوريات، تضم خمس فُصيلات و40 جنسًا. وأحد أهم أنواعها البارزة هو صرصور الصحراء.